# Dean Scofield
Dean Scofield (nascido em 12 de janeiro 1957, Alhambra, Califórnia) é um dublador que tem feito a voz do "personagem-piada" Johnny Sasaki na série de jogos eletrônicos Metal Gear Solid (Metal Gear Solid, Metal Gear Solid: The Twin Snakes e Metal Gear Solid 2: Sons of Liberty, mas não foi trazido em de volta ao time de produção em Metal Gear Solid 4: Guns of the Patriots).
Ele foi creditado como Dino Schofield em Metal Gear Solid pois ele, como os numerosos dubladores do mesmo jogo, pensavam que o sindicato não ia dar suporte à produção do jogo.